# Choniosphaera indica
Choniosphaera indica is een eenoogkreeftjessoort uit de familie van de Nicothoidae. De wetenschappelijke naam van de soort is voor het eerst geldig gepubliceerd in 1954 door Gnanamuthu.